# 商业经济学
商业经济学是应用经济学的一个领域，它以经济学理论和定量方法，来分析商业企业，以及那些促进组织结构多样性和公司劳工、资本和产品市场关系的因素。商业经济学这本期刊的一个专业化的观点是，它专为那些在工作中应用经济学的人提供“有用的信息”。

## 主题
商业经济学关注于与商业组织、管理和战略有关的经济问题。它们包括：企业如何形成和存在；它们如何水平地、垂直地、跨区域地扩张；企业家和企业家精神的作用；组织结构的意义；公司与雇员、资本供应商、客户、政府之间的关系；企业和商业环境之间的相互作用等。

## 术语上的歧义
“商业经济学”这个术语有很多种用法。有时它被当作行业经济/产业组织理论、管理经济学和商业经济学的同义词。实际上，“商业经济学”和“管理经济学”可能有很大差异，后者的用法更加的狭隘。在这些区别中，有一个观点就是，商业经济的范围比产业经济更广泛，因为它不仅包括“行业”的商业，还包括服务业的经济。商业经济学着眼于经济学的主要原理，并运用这些经济原理来处理真实世界的商业问题。 管理经济学则是应用经济学理论于管理决策过程中。

## 各大学的解释
许多大学提供的商业经济学的课程里就该词的含义提供了一系列解释。
德里大学商业经济学士(BBE)的课程将其定义为旨在满足日益增长的对最新技术——分析和量化的方法的需求，来用以解决变幻莫测的经济领域以及商场的问题。
哈佛大学的相关课程运用经济理论来分析企业的实际问题，包括工商管理，企业经营以及商业经济的相关领域。

迈阿密大学将商业经济学定义为如何运用资源来生产、分配、消费产品和服务。这需要商业经济学家来分析社会机构、银行、股票市场、政府与劳资谈判，税收，国际贸易、城市和环境问题之间的关系。
曼彻斯特大学的课程将商业经济学解释为商业对社会而不是个人或企业的福利贡献的经济分析。通过测试所有权、控制权和企业目标；公司成长理论; 公司的行为理论 ; 创业理论; 行业结构的影响、产品为和业绩的因素来完成。
意大利大学从Gino Zappa的传统中借来商业经济学的概念，例如 米兰理工大学研究公司管理、会计 、投资分析、 预算编制和业务战略的标准课程。
澳大利亚墨尔本的拉筹伯大学 的将商业经济学与需求，供给和均衡过程联系起来，协调市场中个人和企业的行为。此外，商业经济还延伸到影响商业和竞争的政府政策，经济变量和国际因素。

## 其它
- 工业组织
- 商业研究

## 期刊
- 商业经济学